# Camilla Lau
Camilla Lau (født 17. november 1989 i Herlev) er en dansk skuespiller, lydbogsindlæser og dubber, uddannet på Den Danske Scenekunstskole.

## Filmografi

### Film
- Journal 64 (2018) – Louise
- Skammerens datter II - Slangens gave (2019) – Flere roller

### TV
- Dicte 3 (2016) – Kim
- Herrens Veje (2017-2018) – Amira
- Tæt på sandheden med Jonathan Spang (2018) – Ditte Bech
- Den som dræber – Fanget af mørket (2019) – Yasmin

### Tegnefilm
- Hekseballet (2017) – Frk Toola
- Coco (2017) – Udrejse-embedskvinde
- Frost 2 (2019) – Honeymarin
- Aladdin (2019) – flere roller

### Nomineringer og Priser
- Robertprisen 2017 og 2018 – nomineret for Årets kvindelige birolle - tv-serie
- Blixenprisen 2019 - Vinder for årets lydbog
- Mofibo Awards 2020 – Vinder af Den store lydbogspris - Kærlighedsroman for Ramt af dig af Anne Thorogood